# Mr. President
Mr. President (укр. «Пан Президент») — німецький танцювальний гурт з Бремену у стилі євроденс. Найвідоміша композиція гурту — «Coco Jamboo» (1996). До 1993 гурт мав назву Satellite One.

## «Coco Jamboo»
У 1996 році гурт відійшов від початкового танцювального звучання на користь більш легкого, більш екзотичного звуку. Новий звук знайшов своє втілення у реґі-хіті «Coco Jamboo». Пісня досягла найвищих позицій у чартах за всю історію гурту в Німеччині, Австралії та Швейцарії, а також стала єдиним успішним синглом в чартах Великої Британії (8 місце) і в США (21 місце) на Billboard Hot 100. Повноформатний альбом We See the Same Sun, в який входила композиція, а також пісні «I Give You My Heart», «Show Me The Way», також у значній мірі був успішний в Європі.

## Дискографія

### Альбоми
- 1995: Up'n Away — The Album
- 1996: We See the Same Sun
- 1997: Mr. President (U.S. only)
- 1997: Nightclub
- 1998: Coco Jamboo Remix (Japan only)
- 1998: Happy People (Japan only)
- 1999: Space Gate
- 2003: Forever and One Day (Japan only)